# Théorie des dominos
Pour le film sorti en 1977, voir La Théorie des dominos.

Une illustration de la théorie des dominos telle qu'elle avait été pressentie en Asie.

La théorie des dominos (en anglais « domino theory ») est une théorie géopolitique américaine énoncée au XXe siècle, selon laquelle le basculement idéologique d'un pays en faveur du communisme serait suivi du même changement dans les pays voisins selon un effet domino. Cette théorie fut invoquée par différentes administrations américaines pour justifier leur intervention dans le monde.
Cette théorie a été reprise, en sens inverse, pour qualifier l'objectif de refonte démocratique du « Grand Moyen-Orient » des néoconservateurs américains durant l'administration de George W. Bush, puis la succession de bouleversements dans le monde arabe en 2010-2011.

## Guerre froide
Le concept trouve son origine dans une métaphore utilisée en avril 1954 par le président des États-Unis Dwight D. Eisenhower lors d'une conférence de presse. Commentant la bataille de Diên Biên Phu alors en cours, et exprimant son inquiétude quant à la progression du communisme en Asie du Sud-Est, le président américain déclare : « Vous avez une rangée de dominos dressés et si vous faites tomber le premier, il y a une certitude que le dernier sera renversé aussi. Ainsi on parviendra au début d'une désintégration qui aura de très profondes conséquences ».
L'idée de théorie des dominos vient ensuite s'ajouter à la doctrine Truman. Elle devient un élément de la doctrine de l'endiguement, selon laquelle il fallait empêcher le basculement vers le communisme de tel ou tel pays, afin d'éviter que les pays voisins ne basculent à leur tour.
Cette théorie justifia l'intervention militaire au Viêt Nam (guerre du Viêt Nam) pour prévenir une future domination communiste du sud-est asiatique.
Les partisans de la théorie des dominos peuvent soutenir que la crainte des États-Unis s'est partiellement réalisée, puisque la chute du Sud-Viêt Nam en 1975 a effectivement été accompagnée de celle du Cambodge et du Laos.
Les adversaires de cette théorie soutiennent que le bloc communiste n'était pas monolithique et que certains régimes ou partis communistes étaient entre eux en conflit ouvert : c'est ainsi qu'une véritable guerre a opposé le Vietnam et le Cambodge dès 1977, puis le Viêt Nam et la Chine en 1979. Ils soulignent également la motivation nationaliste et pas seulement communiste des protagonistes et qualifient souvent la théorie de simple propagande. Selon ces critiques, la chute des pays voisins du Vietnam s'explique par l'instabilité provoquée par la guerre du Viêt Nam.

## Monde arabe

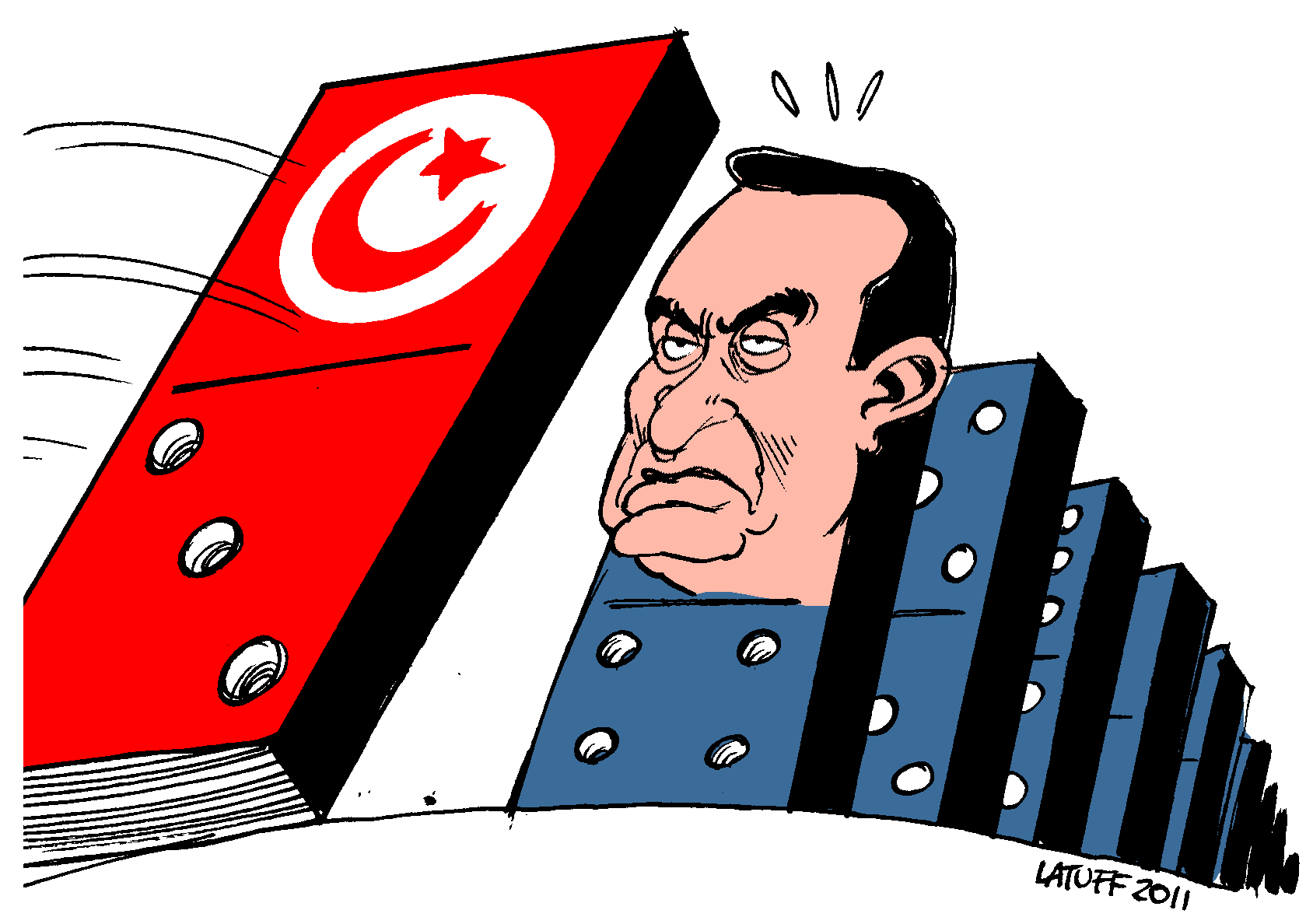
Caricature de Carlos Latuff reprenant la théorie des dominos en janvier 2011 dans le cadre du printemps arabe.

En 2002-2003, peu avant la guerre en Irak, l'idée défendue par les intellectuels néo-conservateurs d'une démocratisation du Proche-Orient qui commencerait par l'Irak puis s'étendrait à toute la région a été comparée par des hommes politiques français ou par des médias, à une nouvelle théorie des dominos. Selon les néoconservateurs, l'implantation de la démocratie dans un pays provoquera le même changement dans les pays voisins, jusqu'à la disparition des régimes autoritaires.
En janvier 2011, la possibilité d'un « effet domino » dans le Maghreb et dans les pays arabes est évoquée par la presse à la suite de la révolution tunisienne de 2010-2011,,,,, hypothèse qui se vérifiera dans le printemps arabe.

## Dans la culture
- La Théorie des dominos est le nom d'un film de Stanley Kramer sorti en 1977.
- La Théorie des dominos (Last Light) est un roman de politique-fiction de l'auteur britannique Alex Scarrow paru en 2007.